# Sandra Dini
Allesandra (Sandra) Dini (Florence, 1 januari 1958) is een voormalige Italiaanse atlete, die zich had toegelegd op het hoogspringen. Zij veroverde gedurende haar loopbaan een viertal nationale titels en nam viermaal deel aan  Europese kampioenschappen.

## Biografie

### Wereldkampioene bij de scholieren
Dini startte op elfjarige leeftijd met hoogspringen en bereikte drie jaar later, in 1972, in Rome de finale van de Youth Games, een sportevenement voor jongens en meisjes dat in 1968 was gestart op initiatief van de toenmalige voorzitter van het Italiaans Olympisch Comité, Giulio Onesti, tezamen met enkele sportmanagers. In 1975 behaalde zij een overwinning op de wereldkampioenschappen voor scholieren in Poitiers.

### Sara Simeoni geklopt
Het eerste grote toernooi waarin Sandra Dini aantrad, waren de Europese kampioenschappen van 1978 in Praag, waar zij zich niet voor de finale wist te kwalificeren. Drie jaar later, op de Europese indoorkampioenschappen van 1981 in Grenoble, haalde zij de finale wel. Met 1,80 m eindigde zij op een gedeelde elfde plaats in een wedstrijd die door haar landgenote Sara Simeoni met een sprong over 1,97 werd gewonnen. Later dat jaar slaagde zij er op de nationale kampioenschappen in Turijn in om haar illustere landgenote met 1,91  te verslaan, waarmee zij zich de eerste van in totaal vier nationale titels toe-eigende. Een opmerkelijke prestatie, temeer omdat Simeoni een jaar eerder in Moskou immers ook al olympisch kampioene geworden. 
Dini leverde in 1981 ook haar beste prestaties: indoor 1,86 en outdoor 1,92.

### Brons op Middellandse Zeespelen
In 1982 werd Dini opnieuw Italiaans kampioene, indoor ditmaal, met een sprong over 1,86. Op de EK indoor in Milaan werd zij kort daarop met 1,85 vijftiende. Later dat jaar, op de EK in Athene, wist ze zich echter niet te kwalificeren voor de eindronde.  
In 1983 werd Sandra Dini met 1,86 vierde bij het hoogspringen tijdens de Middellandse Zeespelen in Casablanca. In de door de Française Maryse Éwanjé-Épée met 1,89 gewonnen wedstrijd eindigden de beide Joegoslavische deelneemsters Biljana Bojovic en Lidija Lapajne met eveneens 1,86, maar met minder foutsprongen, gelijk op de tweede plaats en kregen beiden zilver. Hierdoor kwam Dini in aanmerking voor het brons. Het was haar laatste aansprekende prestatie, al werd zij in de jaren erna nog tweemaal Italiaans kampioene.

### Mastersatletiek
Sinds haar vijftigste is Sandra Dini actief in de mastersatletiek voor Atletica Sandro Calvesi, een team dat mede is opgericht door haar dochter Lyana Calvesi.

## Titels
- Italiaans kampioene hoogspringen – 1981, 1984
- Italiaans indoorkampioene hoogspringen – 1982, 1985

## Persoonlijke records
| Onderdeel              | Prestatie | Datum        | Plaats |
| ---------------------- | --------- | ------------ | ------ |
| hoogspringen (outdoor) | 1,92 m    | 14 juni 1981 | Udine  |
| hoogspringen (indoor)  | 1,86 m    | 1981         |        |

## Palmares

### hoogspringen
- 1978: 22e in kwal. EK te Praag – 1,70 m
- 1981:  Italiaanse kamp. – 1,91 m
- 1981: 11e EK indoor te Grenoble – 1,80 m
- 1982:  Italiaanse indoorkamp. – 1,86 m
- 1982: 15e EK indoor te Milaan – 1,85 m
- 1982: 15e in kwal. EK in Athene – 1,85 m
- 1983:  Middellandse Zeespelen – 1,86 m
- 1984:  Italiaanse kamp. – 1,80 m
- 1985:  Italiaanse indoorkamp. – 1,78 m